# Unai Etxebarria
Pour les articles homonymes, voir Etxebarria.
Etxebarria  Aran est un nom espagnol. Le premier nom de famille, en général paternel, est Etxebarria ; le second, en général maternel, souvent omis, est Aran.
Unai Etxebarria Aran est un coureur cycliste vénézuélien né le 21 novembre 1972 à Caracas. Il effectue la totalité de sa carrière professionnelle au sein de l'équipe espagnole Euskadi (1996-1997) devenue par la suite Euskaltel-Euskadi (1998-2007), remportant 8 victoires.

## Palmarès

### Palmarès amateur
- 1994
  - Dorletako Ama Saria
- 1995
  - 1re étape du Tour de Navarre
  - 2e de la Santikutz Klasika
  - 2e de la Prueba Alsasua

### Palmarès professionnel
- 1998
  - 7e et 12e étapes du Tour du Portugal
  - 2e de la Clásica de Alcobendas
- 2000
  - Klasika Primavera
  - 1re étape de la Semaine catalane
- 2001
  - 3e étape du Critérium du Dauphiné libéré
  - 6e du Critérium du Dauphiné libéré
- 2002
  - 2e de la Klasika Primavera
  - 2e de la Flèche wallonne
- 2003
  - 4e étape du Tour d'Espagne
  - 4e de la Flèche wallonne
- 2004
  - Trofeo Calvia
  - GP Llodio
- 2007
  - Trofeo Calvia

## Résultats sur les grands tours

### Tour de France
6 participations
- 2001 : 88e
- 2002 : 141e
- 2003 : hors délai (12e étape)
- 2004 : 91e
- 2005 : 150e
- 2006 : 126e

### Tour d'Italie
1 participation
- 2005 : 145e

### Tour d'Espagne
4 participations
- 1998 : 42e
- 1999 : 98e
- 2000 : abandon
- 2003 : 54e, vainqueur de la 4e étape